# Betsy Mitchell
Betsy Mitchell (Estados Unidos, 15 de enero de 1966) es una nadadora estadounidense retirada especializada en pruebas de estilo espalda, donde consiguió ser subcampeona olímpica en 1984 en los 100 metros.

## Carrera deportiva
En los Juegos Olímpicos de Los Ángeles 1984 ganó la medalla de plata en los 100 metros espalda, con un tiempo de 1:02.63 segundos, tras su compatriota Theresa Andrews y por delante de la neerlandesa Jolanda de Rover; en cuanto a las pruebas grupales, ganó el oro en los relevos de 4 x 100 metros estilos (nadando el largo de espalda), por delante de Alemania Occidental y Canadá.
Cuatro años después, en las Olimpiadas de Seúl 1988 volvió a contribuir a que su equipo ganase el oro en los relevos de 4 x 100 metros estilos.